# Tanygnathus lucionensis
Tanygnathus lucionensis là một loài chim trong họ Psittacidae.

## Phân loài
Hiện tại có năm phân loài được công nhận. Các loài khác tựu chung bị coi là không có căn cứ.
- T. l. lucionensis: Luzon và Mindoro
- T. l. hybridus: Polillo Islands. Ít xanh biển hơn trên đỉnh đầu, pha một chút tím. Xanh lá đậm hơn ở phần cánh.
- T. l. salvadorii: Phần còn lại của Philippines.
- T. l. horrisonus: Maratua.
- T. l. talautensis: Talaud.

## Hình ảnh

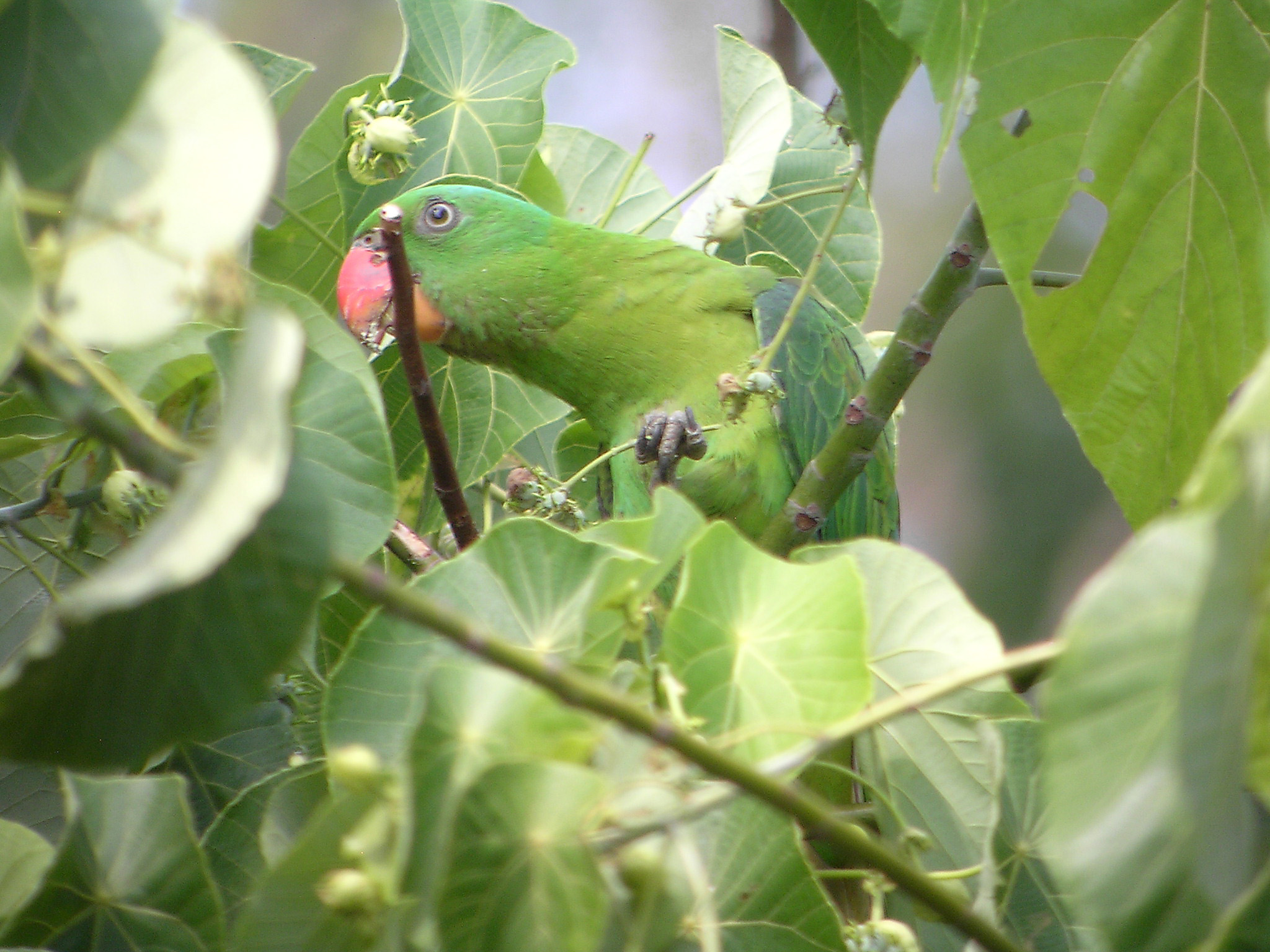
Tại Luzon thuộc Philippines
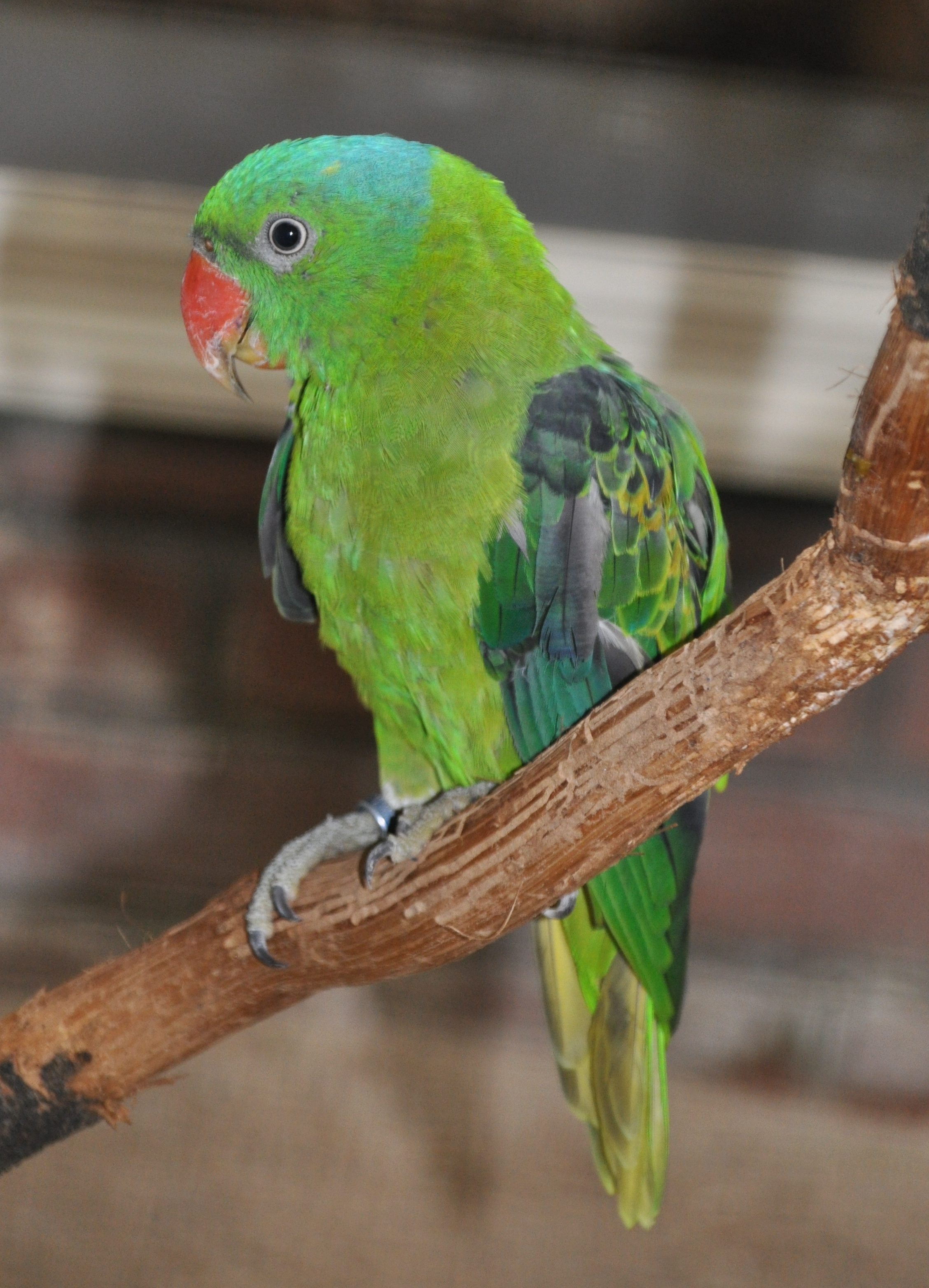
Tại Walsrode Bird Park
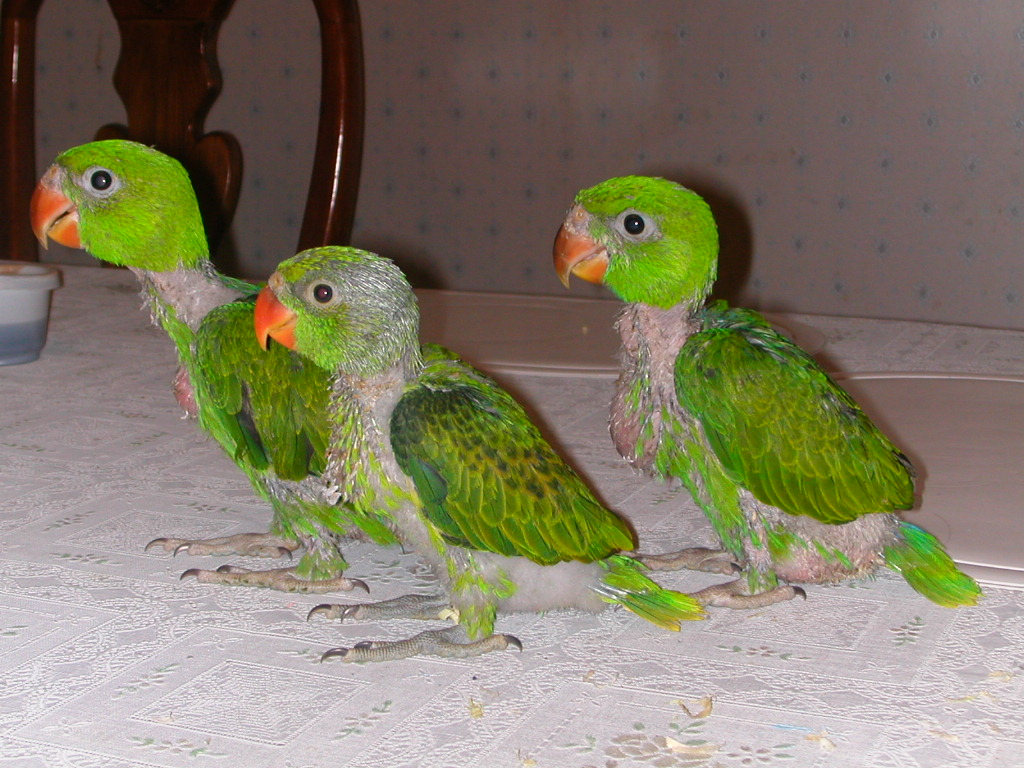
Ba con vẹt non được con người chăm sóc